# Czernija kos
Czernija kos – kompleks dwóch skoczni narciarskich znajdujących się w bułgarskim mieście Samokow.
Kompleks Czernija kos obejmuje dwie skocznie narciarskie o punktach konstrukcyjnych umieszczonych odpowiednio na 39 i 15 metrze. Skocznie wyposażone są w igelit, jednak jest on już przestarzały i zniszczony. Tory najazdowe na obu obiektach wykonano ze stali nierdzewnej.
Obie skocznie narciarskie wchodzące w skład kompleksu Czernija kos są obecnie (2012 r.) jedynymi działającymi obiektami tego typu w Bułgarii. Rozgrywa się na nich głównie konkursy skoków narciarskich dla dzieci i młodzieży. W 2010 roku odbyły się tutaj Letnie Mistrzostwa Bułgarii w Skokach Narciarskich 2010.
Kompleks Czernija kos zarządzany jest przez klub SC Samokow, który wykorzystuje go do szkolenia dzieci i młodzieży. Obecnie trenuje tu około 30 zawodników. Wychowankami tego klubu, którzy rozpoczynali swe kariery od skoków na obiektach wchodzących w skład kompleksu Czernija kos, są między innymi Władimir Brejczew, Petyr Fyrtunow oraz Władimir Zografski.
W październiku 2010 roku podczas spotkania bułgarskiego ministra sportu z prezydentem i wiceprezydentem Bułgarskiego Związku Narciarskiego powstał projekt rozbudowy kompleksu Czernija kos. Zgodnie z nim obok istniejących już obiektów miałaby powstać skocznia K75 oraz kilka mniejszych obiektów.